# Cleobury Mortimer
Cleobury Mortimer is een civil parish in het bestuurlijke gebied Shropshire, in het Engelse graafschap Shropshire met 3036 inwoners.